# Zwaardvis (U-Boot, 1943)
Die Zwaardvisch war ein U-Boot der britischen Taciturn-Klasse, das ursprünglich als Talent gebaut wurde, aber noch dem Stapellauf von der niederländischen Koninklijke Marine übernommen und im Zweiten Weltkrieg und danach eingesetzt wurde. Das Boot wurde 1950 in Zwaardvis umbenannt.

## Einsatzgeschichte
siehe auch: detaillierte Geschichte der T-Klasse

### Bau und erste Einsätze
Die Talent wurde am 13. Oktober 1942 bei Vickers-Armstrong in Barrow auf Kiel gelegt. Noch vor dem Stapellauf am 17. Juli 1943 wurde das U-Boot am 23. März 1943 von der niederländischen Marine übernommen und in Zwaardvisch umbenannt. Die Zwaardvisch wurde am 23. November 1943 von Prinz Bernhard in Dienst gestellt.
Zwischen Dezember 1943 und Mai 1944 war das U-Boot in Holy Loch stationiert. Nach Erprobungsfahrten zwischen Dezember 1943 und Februar 1944 patrouillierte das Boot im Februar 1944 im Nordatlantik, im März 1944 vor der norwegischen und im Mai 1944 vor der portugiesischen Küste.
Am 29. Mai 1944 erreichte Zwaardvisch Gibraltar und lief darauf via Valletta, Port Said, Suezkanal und Aden nach Trincomalee. Fortan wurde das niederländische U-Boot im Pazifikkrieg gegen das Japanische Kaiserreich und seine Verbündeten eingesetzt.

### Pazifikkrieg
Im August 1944 unternahm Zwaardvisch von seiner britischen Basis auf Ceylon (Trincomalee) aus eine Feindfahrt in die Straße von Malakka. Dort versenkte das niederländische U-Boot am 18. August bei 4° 0′ N, 99° 32′ O die japanische Dschunke Kim Hup Soen mit dem Deckgeschütz. Am 19. August wurden bei 4° 30′ N, 98° 15′ O zwei und am 21. August bei 4° 15′ N, 99° 14′ O ein weiteres Segelschiff ebenfalls mit Bordartillerie versenkt.
Verbunden mit einer Aufklärungsmission zur Weihnachtsinsel verlegte die Zwaardvisch Anfang September 1944 nach Australien. Zwischen dem 7. September 1944 und Mai 1945 unterstand das U-Boot dem US-Kommando und war in Fremantle stationiert.
Zwischen dem 26. September und dem 26. Oktober 1944 patrouillierte das niederländische U-Boot in der Javasee, wobei mehrere gegnerische Einheiten angegriffen wurden. Am 6. Oktober versenkte die Zwaardvisch vor Semarang bei 6° 20′ S, 111° 28′ O das deutsche U-Boot U 168 mit Torpedos. Am 10. Oktober wurde südwestlich von Bawean bei 5° 57′ S, 112° 29′ O das japanische Patrouillenboot Koei Maru mit dem Deckgeschütz versenkt. Am 15. Oktober wurde vor Surabaya bei 6° 30′ S, 111° 35′ O das japanische Forschungsschiff Kaiyo Maru No. 2 ebenfalls mit Bordartillerie versenkt. Am 17. Oktober torpedierte die Zwaardvisch vor Bawean bei 5° 26′ S, 113° 48′ O die japanischen Minenleger Itsukushima und Wakataka. Die Itsukushima erhielt einen Volltreffer und sank, die Wakataka wurde beschädigt.
Zwischen dem 28. November und dem 20. Dezember 1944 patrouillierte das U-Boot im Südchinesischen Meer, wobei es zu keinen Kampfhandlungen kam. Im Zeitraum zwischen dem 30. Januar und dem 6. März 1945 führte das U-Boot eine weitere Feindfahrt im Südchinesischen Meer durch. Am 7. Februar wurden zwei japanische Schiffe erfolglos angegriffen. Am 16. Februar wurde die Zwaardvisch in der Lombokstraße von einem japanischen Flugzeug angegriffen und schwer beschädigt. Das US-amerikanische U-Boot Charr (Balao-Klasse) eskortierte die angeschlagene Zwaardvisch zur Heimatbasis in Fremantle.
Zwischen dem 9. April und dem 9. Mai 1945 machte das U-Boot seine letzte Feindfahrt im Pazifikkrieg und patrouillierte in der Javasee. Am 25. April wurden vor Surabaya zwei malaysische Segelschiffe geentert und mit Sprengladungen versenkt.
Am 14. Juni 1945 verließ die Zwaardvisch die australische Basis und lief zurück nach Großbritannien. Das U-Boot verbrachte das Kriegsende in englischen Werften, wo es überholt wurde.

### Nach dem Krieg
Nach den Reparaturen wurde das U-Boot am 15. September 1945 infolge des Kriegsendes aus dem aktiven Dienst genommen und in britischen Häfen eingemottet. Im April 1946 wurde das inaktive Kriegsschiff nach Rotterdam überführt. 1947 reaktivierte die niederländische Marine das U-Boot. Im Sommer 1947 fuhr die Zwaardvisch gemeinsam mit dem niederländischen U-Boot O 23 in die Niederländischen Antillen und kehrte am 31. Oktober 1947 nach Rotterdam zurück. 1948 besichtigte Königin Wilhelmina das Boot.
Im Jahre 1950 wurde die Schreibweise des Bootsnamens aufgrund einer Rechtschreibreform der niederländischen Sprache von Zwaardvisch in Zwaardvis geändert. Die niederländische Marine setzte das U-Boot noch zwölf weitere Jahre ein und ließ es modernisieren, wobei, wie bei U-Booten dieser Zeit weltweit üblich, das inzwischen nutzlos gewordene Deckgeschütz und die Fla-Bewaffnung entfernt wurden. Durch die Entfernung der externen Waffenstände sollte der Strömungswiderstand gesenkt werden, wodurch Unterwassergeschwindigkeit und Reichweite stiegen.
Anlässlich der Flutkatastrophe von 1953 war auch die Besatzung der Zwaardvis bei der Unterstützung der Rettungskräfte im Einsatz. Die Besatzung wurde von Königin Juliana für ihren außerordentlichen Einsatz ausgezeichnet.
Die Zwaardvis kollidierte am 4. Dezember 1957 im Nieuwe Waterweg in der Nähe von Maassluis mit dem Frachtschiff Tanar, wobei beide Schiffe beschädigt wurden.
Am 29. Februar 1960 wurde die marokkanische Hafenstadt Agadir von einem schweren Erdbeben verwüstet, bei dem bis zu 15.000 Einwohner der Stadt den Tod fanden. Im März 1960 folgte eine internationale Hilfsmission, an der neben diversen anderen Seestreitkräften auch die niederländische Marine mit größeren Einheiten, wie beispielsweise dem Kreuzer De Ruyter, und auch kleineren Einheiten, wie die Zwaardvis, beteiligt waren.
Die Zwaardvis wurde am 11. Dezember 1962 endgültig außer Dienst gestellt und am 15. Januar 1963 aus dem Flottenregister gestrichen.
Das Boot wurde am 12. Juli 1963 an Jos de Smet in Alkmaar für den Schrottwert von 166.500 Gulden verkauft und anschließend abgewrackt.

## Kommandanten
- Ltz. I Hendrikus Abraham Waldemar Goossens (23. November 1943 – 23. März 1945)[6][7]
- Ltz. II Jan van Dapperen (23. März 1945 – 15. September 1945)[8][9]
- Ltz. I Niels Joachim Heiberg Gregory (1. Mai 1947 – 12. Juli 1948)[10]
- Ltz. I Rudolf van Wely (12. April 1950 – 1. Februar 1951)
- Ltz. I Henri Robert Reitsma (1. Februar 1951 – 31. August 1951)[11]
- Ltz. I Henri Robert Reitsma (17. Dezember 1951 – 20. Dezember 1952)[11]
- Ltz. I Hendrik Jan Brakema (23. Januar 1953 – 1. Juni 1953)[12]
- Ltz. I Ane Simon de Vries (15. Februar 1954 – 17. Februar 1954)[13]
- Ltz. I George Pieter Floris Munnik (17. Dezember 1954 – 12. April 1955)[14]
- Fredrikus Bernardus Hamilton (29. Oktober 1956 – 7. Juni 1957)[15]
- Charles van der Zweep (2. September 1957 – 20. November 1957)[16]
- Ltz. I Dirk Schrijvershof (20. November 1957 – 29. April 1958)[17]
- Ltz. II Gerard Jan van de Griendt (13. Oktober 1958 – 6. April 1959)[18]
- Ltz. I Dirk Schrijvershof (7. April 1959 – 26. Mai 1959)[17]
- Adriaan Frederik de Bruïne (26. Mai 1959 – 6. Januar 1960)[19]
- Marcelis Deege (6. Januar 1960 – 26. Januar 1960)[20]
- Adriaan Frederik de Bruïne (26. Januar 1960 – 23. Mai 1960)[19]
- Jan Hendrik van Rede (23. Mai 1960 – 27. Mai 1960)[21]
- Jan Hendrik van Rede (16. Januar 1961 – 12. Oktober 1961)[21]
- Carel Adriaan Frans van Well Groeneveld (12. Oktober 1961 – 11. Dezember 1962)[22]